# 카를 라이네케
카를 라이네케(독일어: Carl Heinrich Carsten Reinecke 카를 하인리히 카르스텐 라이네케[*], 1824년 6월 23일 ~ 1910년 3월 10일)는 독일의 피아니스트 ·작곡가 ·지휘자였다.
함부르크의 알토나 출신으로, 라이프치히에 머물며 펠릭스 멘델스존, 로베르트 슈만, 프란츠 리스트의 제자로 있었다. 이후 1860년부터 35년간 라이프치히 음악연극대학교의 교수로 재직했으며, 에드바르 그리그, 찰스 빌리어스 스탠포드, 크리스티안 신딩, 레오시 야나체크, 이사크 알베니스, 막스 피들러, 발터 니만, 요한 스벤젠, 리하르트 프랑크, 펠릭스 바인가르트너, 막스 브루흐, 미칼로유스 콘스탄티나스 키우를리오니스, 어니스트 허체슨, 아우구스트 빈딩, 미콜라 리센코 등을 지도하였다.

## 주요 작품들

### 교향곡
- 1번 가장조 Op.79(1858, 1863 개정)
- 2번 다단조 '하콘 야를' Op.134(1874)
- 3번 사단조 Op.227(1894)
- 장난감 교향곡 다장조 Op.239(1897)

### 관현악곡
- 축전서곡 Op.148(1878)
- 여자 꼬마 요정 서곡 Op.51(1854~5)
- 개선행진곡 Op.110
- 축전서곡 Op.166(1881)
- 현을 위한 세레나데 사단조 Op.242

### 협주곡
- 피아노 소협주곡 사단조 Op.33
- 피아노 협주곡 1번 올림 바단조 Op.72(1860)
- 첼로 협주곡 라단조 Op.82(1866)
- 호른과 관현악을 위한 야상곡 내림 마장조 Op.112(1871년에 출판)
- 피아노 협주곡 2번 마단조 Op.120(1872)
- 바이올린 협주곡 사단조 Op.141(1876)
- 피아노 협주곡 3번 다장조 Op.144(1877)
- 바이올린과 관현악을 위한 로망스 가단조 Op.155
- 하프 협주곡 마단조 Op.182 (1884)
- 피아노 협주곡 4번 나단조 Op.254(1900)
- 플루트 협주곡 라장조 Op.283(1908)
- 플루트와 관현악을 위한 발라드 라단조 Op.288(1908)

### 실내악
- 피아노 5중주 가장조 Op.83(1866)
- 피아노, 오보에, 호른을 위한 3중주 가단조 Op.188(1866)
- 클라리넷 3중주 가단조 Op.264(1903년에 출판)
- 피아노, 클라리넷, 호른을 위한 3중주 내림 나장조 Op.274(1905년경)
- 목관 8중주 Op.216(1892)
- 관악 6중주 내림 나장조 Op.271(1905년경)
- 현악 4중주 1번 내림 나장조 Op.16(1843)
- 현악 4중주 2번 바장조 Op.30(1851)
- 현악 4중주 3번 다장조 Op.132(1874)
- 현악 4중주 4번 라장조 Op.211(1890)
- 현악 4중주 5번 Op.287(1910년에 출판)
- 첼로 소나타 1번 가단조 Op.42(1855)
- 첼로 소나타 2번 라장조 Op.89(1866)
- 플루트 소나타 마단조 ‘옹딘’ Op.167(1882년에 출판)
- 첼로 소나타 3번 사장조 Op.238(1898)
- 현악 3중주 다단조 Op.249(1898)
- 피아노 4중주 라장조 Op.272(1905)
- 피아노와 비올라를 위한 3개의 환상적 소품 Op.43(1857년에 출판)
- 피아노 3중주 1번 라장조 Op.38(1853)
- 피아노 3중주 2번 다단조 Op.230(1895년에 출판)
- 바이올린 소나타 마단조 Op.116(1872)

### 피아노
- 안단테와 변주곡 내림 마장조 Op.6(1845년에 출판)
- 처녀의 노래 Op.88(1865)
- 요람에서 무덤까지 Op.202(1888)
- 고풍스러 무곡과 새로운 무곡 Op.57(1858년 이전)
- 25개의 소품 Op.154(1879년 출판)
- 집의 음악 Op.77(1863)
- 4개의 소품 Op.129(1873)

### 가곡
- 8개의 아이들의 노래 Op.37(1853년에 출판)
- 5개의 노래와 가곡 Op.68(1864년에 출판)

### 합창
- 오라토리오 벨 샤자르 Op.73 (1885)
- 테 데움 내림 마장조 Op.78(1864년에 출판)

### 오페라
- 만프레드 왕 Op.93(1867)